# Фефилов, Николай Борисович
Никола́й Бори́сович Фефи́лов (24 июля 1946, Свердловск, Свердловская область, РСФСР, СССР — 30 августа 1988, там же) — советский серийный убийца и насильник. В 1982—1988 годах в Свердловске совершил убийства 7 человек (2 малолетних девочек и 5 молодых женщин); 6 из 7 жертв маньяка были изнасилованы. За первое убийство, совершённое Фефиловым, был приговорён к смертной казни и расстрелян невиновный Георгий Хабаров. В конце концов Николая Фефилова смогли арестовать, однако до суда он не дожил: был убит сокамерником в СИЗО.

## Биография

### Предпосылки к убийствам
После школы ушёл в армию, демобилизовался в 1968 году. Существует информация, что в это же время он влюбился в свою соседку по подъезду, но девушка отвергла его. Возможно, именно это стало причиной последующих убийств. В 1968 году Фефилов женился, в семье родилось две дочери. Фефилов работал печатником в типографии газеты «Уральский рабочий». Постоянно конфликтовал с женой из-за того, что не мог получить отдельную квартиру, тогда как семья была вынуждена жить в коммунальной. В тот день, когда Фефилов совершил первое убийство, в семье также произошла очередная ссора.

### Убийство 1982 года. Дело Георгия Хабарова
Первое убийство Фефилов совершил 29 апреля 1982 года в лесополосе около Старо-Московского тракта, в районе автобусной остановки «Контрольная» в Верх-Исетском районе. Его жертвой стала ученица 5-го класса 41-й школы Лена Мангушева. Фефилов изнасиловал её, а потом задушил её же пионерским галстуком. Тело прикрыл ветками. У убитой забрал портфель, из которого вытащил школьный пенал и два учебника, а сам портфель выбросил в туалете автобазы.
Тело Лены Мангушевой было обнаружено на следующий день. При расследовании убийства особое внимание было уделено проверке лиц, ранее судимых за сексуальные преступления.
5 мая по заявлению жительницы Свердловска за покушение на изнасилование был задержан 28-летний умственно отсталый Георгий Хабаров, ранее осуждённый на 3 года лишения свободы за грабёж; вышел на свободу в 1980 году. На первом допросе Хабаров заявил, что 29 апреля, когда произошло убийство, он целый день находился дома. Но уже 7 мая после серии ночных допросов был вынужден признаться в изнасиловании и убийстве девочки. Однако Хабаров неправильно указал место преступления, неправильно назвал способ убийства (сказал, что зарезал девочку ножом), неточно описал внешность убитой, её нижнее бельё и пропавший портфель, который тогда так и не нашли, и часто менял свои показания.
17 и 18 июля были допрошены знакомые Хабарова (Вторых и Енкова), которые сказали, что видели Хабарова неподалёку от места убийства 28 или 29 апреля, затем Енкова стала утверждать, что видела Хабарова 29 апреля в 15 часов. Очные ставки Хабарову с этими свидетелями проведены не были, противоречия по дате и времени не устранялись. Другие знакомые и родственники Хабарова утверждали, что он несколько раз приезжал в посёлок на 8-м километре Старо-Московского тракта, но после 28 апреля там не появлялся. Мать Хабарова заявила, что 29 апреля её сын целый день находился дома (он не мог покинуть квартиру, поскольку у него не было второго ключа).
Экспертиза показала, что группа крови Хабарова совпала с группой крови убийцы, определённой по найденной на теле девочки сперме. Уже после ареста Фефилова повторная экспертиза покажет, что группа крови была определена неверно.
Дело Хабарова, несмотря на противоречия в показаниях и недостаточность улик, было передано в суд. 24 сентября 1982 года Свердловский областной суд признал Георгия Хабарова виновным и приговорил его к 14 годам лишения свободы. Ему вменялось изнасилование и убийство Лены Мангушевой, а также покушение на изнасилование другой потерпевшей и нанесение побоев третьей.
После суда Хабаров написал кассационную жалобу в Верховный Суд РСФСР, в которой утверждал, что 29 апреля 1982 года не был в районе совершения убийства, отрицал вменяемые ему обвинения в убийстве и покушении на изнасилование, а также заявлял, что во время следствия оговорил себя под влиянием физического и психологического насилия со стороны работников правоохранительных органов. Одновременно, в Верховный Суд РСФСР подала кассационную жалобу мать Лены Мангушевой, просившая отменить приговор убийце её дочери и назначить ему высшую меру наказания — смертную казнь через расстрел. К своей жалобе она приложила коллективное письмо работников одного из предприятий Свердловска с требованием о назначении Хабарову смертной казни. 22 ноября 1982 года Судебная коллегия по уголовным делам Верховного Суда РСФСР рассмотрела обе кассационные жалобы. Приговор Свердловского областного суда отменили, дело направили на новое рассмотрение со стадии судебного разбирательства в тот же суд, но в ином составе.
23 марта 1983 года Свердловский областной суд признал Георгия Хабарова виновным в изнасиловании и убийстве Лены Мангушевой и других инкриминируемых преступлениях и приговорил его смертной казни. 27 апреля 1984 года приговор был приведён в исполнение.

### Убийства 1983 и 1984 годов. Дело Михаила Титова
В то время, когда Георгий Хабаров содержался в камере смертников, в районе остановки «Контрольная» настоящий маньяк совершает новое преступление. 7 августа 1983 года около стадиона возле Старо-Московского тракта Фефилов изнасиловал и задушил ремнём 22-летнюю студентку и работницу ВИЗ Гульнару Якупову, спрятал её тело в кустах, а одежду разбросал в малиннике. Якупова приехала в Свердловск из Башкирской АССР, поэтому её исчезновение заметили не сразу. Тело девушки нашли только 7 октября. После убийства маньяк трижды приходил на место преступления — 30 августа, 23 сентября и 8 (или 9) октября 1983 года.
11 мая 1984 года недалеко от места убийства Лены Мангушевой жертвой маньяка становится ученица 5-го класса 41-й школы Наташа Лапшина. В этот раз Фефилов не только изнасиловал и задушил девочку, но и надругался над её трупом, вводя палку в половые органы. Тело девочки маньяк бросил в канаву с водой, одежду разбросал около просёлочной дороги. Из портфеля убитой маньяк забрал пенал с фломастерами. Тело Наташи Лапшиной было обнаружено на следующий день.
Во время расследования убийства Гульнары Якуповой, её соседки по общежитию рассказали, что девушка жаловалась на настойчивые ухаживания Михаила Титова. В конце мая 1984 года его задержали за приставания к девушкам на улице. Выяснилось, что он состоял на учёте в психоневрологическом диспансере.
Вскоре Титова вынудили признаться в убийствах Гульнары Якуповой и Наташи Лапшиной. Он постоянно менял показания, не смог показать места преступлений и ответить, куда девал вещи убитых. Но следствие не приняло эти факты во внимание. Нашлась свидетельница, которая заявила, что видела Титова в день убийства близ места преступления; впоследствии выяснилось, что она состояла на учёте в городской психиатрической больнице.
Через 1,5 месяца после ареста Титов с многочисленными травмами поступил в тюремную больницу, где и скончался. За этот инцидент был снят с должности начальник СИЗО. Дела об убийствах Гульнары Якуповой и Наташи Лапшиной были закрыты в связи со смертью обвиняемого.

### Убийство 1985 года. Дело братьев Яшкиных и Ивана Антропова
6 мая 1985 года на берегу озера возле Старо-Московского тракта Фефилов изнасиловал и задушил 21-летнюю студентку художественно-технического училища (ПТГУ № 42) Ларису Дячук. После он надругался над её трупом, вводя палку в половые органы. Вокруг места преступления разбросал одежду и вещи девушки. Тело прятать не стал. У убитой забрал кольцо, медальон, наручные часы и медицинский скальпель. Тело девушки обнаружили 17 мая.
Через месяц задержали двух несовершеннолетних братьев Яшкиных, которые были вынуждены признаться в убийстве Ларисы Дячук и назвали в качестве соучастников двух своих знакомых. Яшкиных продержали под арестом до осени 1985 года, но доказать их причастность к убийству не удалось.
Затем, по подозрению в этом же убийстве, был арестован кочегар лесхоза Иван Антропов. На его куртке обнаружили краску, которая согласно заключению экспертизы была идентична найденной среди вещей Ларисы Дячук. Повторная экспертиза установила, что краска на куртке Антропова и краски убитой девушки не имеют общей родовой основы.
Несмотря на отсутствие доказательств вины, дело Антропова дважды передавалось в суд и возвращалось на доследование. Иван Антропов 10 месяцев находился под арестом в СИЗО, пока в следующем году настоящий маньяк не совершил новое убийство.

### Убийство 1986 года. Версия о маньяке
26 мая 1986 года около стадиона возле Старо-Московского тракта Фефилов изнасиловал и задушил студентку СГМИ Ольгу Тимофееву. Как и в двух предыдущих эпизодах, маньяк надругался над трупом, вводя палку в половые органы, а затем отрезал груди. Тело девушки прикрыл ветками. У убитой забрал наручные часы, золотое кольцо с камнем и спортивные брюки. Тело Ольги Тимофеевой было обнаружено через 2 дня.
В это время старший оперуполномоченный Свердловского УВД Юрий Коковихин обратил своё внимание на сходство непрекращающихся убийств в районе автобусной остановки «Контрольная» в Верх-Исетском районе. В Верх-Исетском РОВД он поднял уголовные дела последних лет. Работая по уголовным делам, Коковихин сделал вывод, что убийства совершены одним лицом, о чём написал в рапорте руководству УВД и предложил создать единую оперативно-следственную группу по розыску преступника. Но версия Коковихина не нашла поддержки у его коллег.
После убийства Ольги Тимофеевой на поиски преступника были брошены значительные силы. Все 7 РОВД Свердловска ежедневно выделяли определённое количество сотрудников для участия в оперативно-следственных мероприятиях. Наряды милиции патрулировали и устраивали засады в районе остановки «Контрольная». Просматривались старые уголовные дела. Проверили состоящих на учёте в психоневрологических диспансерах.
Но действия милиции и прокуратуры не имели чёткого плана. Версия Юрия Коковихина по-прежнему отвергалась. Была даже выдвинута версия, что убийства совершает сам Коковихин, стремясь доказать собственную правоту. Самостоятельные действия Коковихина вызвали недовольство руководства, и он был отстранён от расследования, а затем и уволен из милиции.
В Свердловском обкоме КПСС требовали немедленного ареста убийцы. Арестованного за подделку документов отца вышеупомянутых братьев Яшкиных заставили написать явку с повинной, но затем он отказался от своих показаний. Доказать его причастность к убийству не удалось.

### Убийство 1987 года. Дело Галиева, Карасёва и Водянкина
Мероприятия по розыску убийцы заставили маньяка частично сменить свой почерк: он прекратил убивать в районе остановки «Контрольная», избрав для этого другие районы города.
Следующее преступление было совершено в Железнодорожном районе. 22 мая 1987 года недалеко от железнодорожной станции «ВИЗ» Фефилов изнасиловал и задушил ремнём 19-летнюю Елену Кук. Затем надругался над её трупом, вводя палку в половые органы и отрезав груди. Тело девушки бросил в кустах возле железнодорожной насыпи, где его и обнаружили в тот же день.
Были арестованы трое — умственно отсталый Галиев, Карасёв (в 1985 году его подозревали в убийстве Ларисы Дячук, поскольку именно он обнаружил её тело) и умственно отсталый Водянкин. Вскоре все трое признались в убийстве Елены Кук, а Водянкин признался ещё и в четырёх убийствах, совершённых в 1983—1986 годах в районе остановки «Контрольная».

### Арест и гибель. Последующие события
Последнее преступление маньяк совершил в Октябрьском районе. 25 апреля 1988 года в ЦПКиО имени Маяковского Фефилов пытался изнасиловать, а затем задушил молодую женщину. У убитой забрал наручные часы, кошелёк с деньгами, золотое кольцо и очки. При попытке спрятать тело его задержал случайно оказавшийся на месте преступления старший лейтенант внутренней службы МВД Евгений Мордвяник.
Уже 7 мая информация об аресте маньяка была опубликована в газете «Советская Россия». Для расследования серии убийств в Свердловск вылетели следователи по особо важным делам прокуратуры РСФСР Виктор Пантелей и Владимир Паршиков.
После ареста Николай Фефилов начал признаваться в убийствах, в том числе и в убийстве Лены Мангушевой, за которое был осуждён и расстрелян Георгий Хабаров. Его показания подтвердили следственные эксперименты, во время одного из которых был обнаружен портфель убитой Лены Мангушевой. При обыске в квартире Фефилова и на его рабочем месте в типографии газеты «Уральский рабочий» были найдены вещи его жертв, которые были опознаны их родственниками и знакомыми.
Судебно-психиатрическая экспертиза признала Фефилова вменяемым. Расследование серии убийств нанесло удар по репутации правоохранительных органов Свердловской области. Предстоящий суд над маньяком мог обернуться скандалом. Однако 30 августа Фефилов был задушен соседом по камере в СИЗО. Официально причиной внезапной смерти была объявлена ссора. Впрочем, существует версия, что среди руководства милиции и прокуратуры Свердловска многие не желали, чтобы маньяк дожил до суда. Следователи из прокуратуры РСФСР расследовали это убийство, но не смогли доказать, что оно носило заказной характер. 25 октября уголовное дело в отношении Николая Фефилова было прекращено на основании пункта 8 части 1 статьи 5 УПК РСФСР («в связи со смертью обвиняемого»).
В 1989 году Георгий Хабаров был посмертно реабилитирован в части уголовного дела по убийству Лены Мангушевой.
За возбуждение сфабрикованных уголовных дел в отношении Георгия Хабарова и других арестованных никто из сотрудников правоохранительных органов Свердловска не был привлечён к ответственности. Виновными объявили погибшего при задержании преступника заместителя начальника Верх-Исетского РОВД полковника Широкова и умершего прокурора-криминалиста Кабанова.

## В массовой культуре
- Документальный фильм «Некрофил» из цикла «Спецпроект Телевизионного Агентства Урала (ТАУ)» (1996)
- Документальный фильм «Неуловимый хищник» из цикла «Следствие вели» (2007)
- Документальный фильм «Смерть приходит весной» из цикла «Легенды советского сыска» (2013)